# Guerra polacco-moldava
La guerra polacco-moldava fu uno dei numerosi conflitti combattuti dall'intraprendente sovrano polacco Giovanni Alberto Jagellone per fare del Regno di Polonia la potenza dominante nell'Europa nord-orientale.

## Antefatto

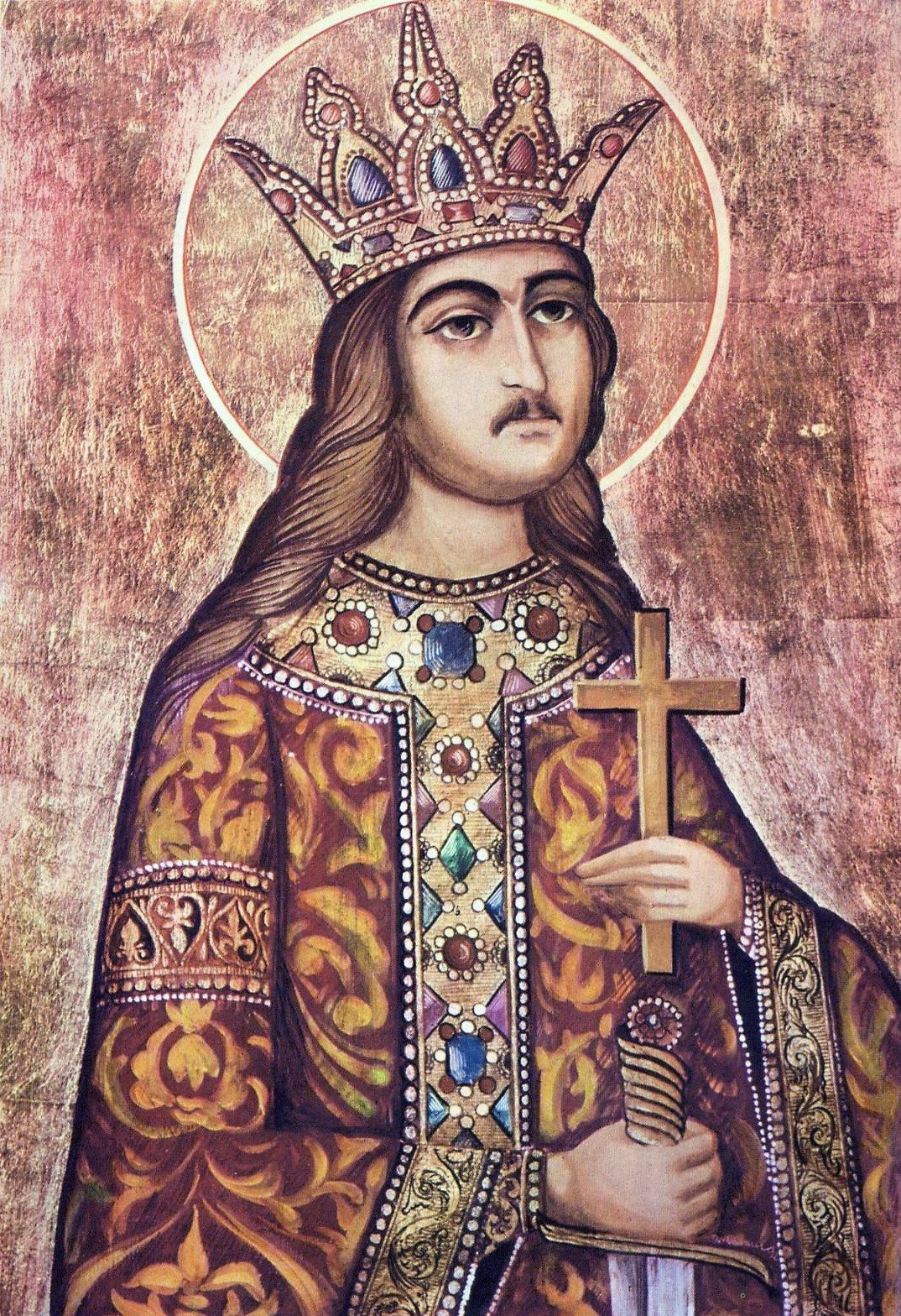
Ştefan cel Mare.

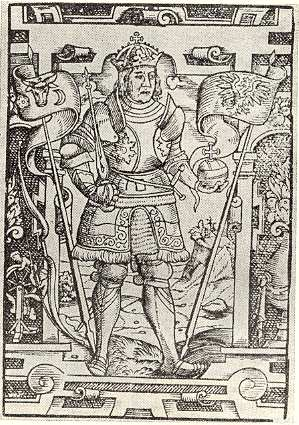
Giovanni I Alberto Jagellone.

Dopo la conquista turca della Chilia e di Cetatea Albă, il voivoda (principe) Ştefan cel Mare  di Moldavia chiese l'aiuto del re Giovanni I Alberto di Polonia, formalmente suo suzerain, contro la Sublime porta. Ştefan e Giovanni Alberto si incontrarono presso Levoča insieme a Ladislao II di Boemia, fratello di Giovanni Alberto, ed a Giovanni I di Brandeburgo, predisponendo l'attacco contro gli ottomani. L'obiettivo era la riconquista cristiana della zona di Chilia e di Cetatea Albă.
Causa circostanze non ancora chiare alla storiografia moderna, l'alleanza tra Ştefan e Giovanni Alberto s'incrinò nel peggiore dei modi: il voivoda iniziò a sospettare che lo Jagellone stesse macchinando di spodestarlo per porre sul trono suo fratello Sigismondo e rivolse contro i polacchi l'armata moldava.

## La guerra

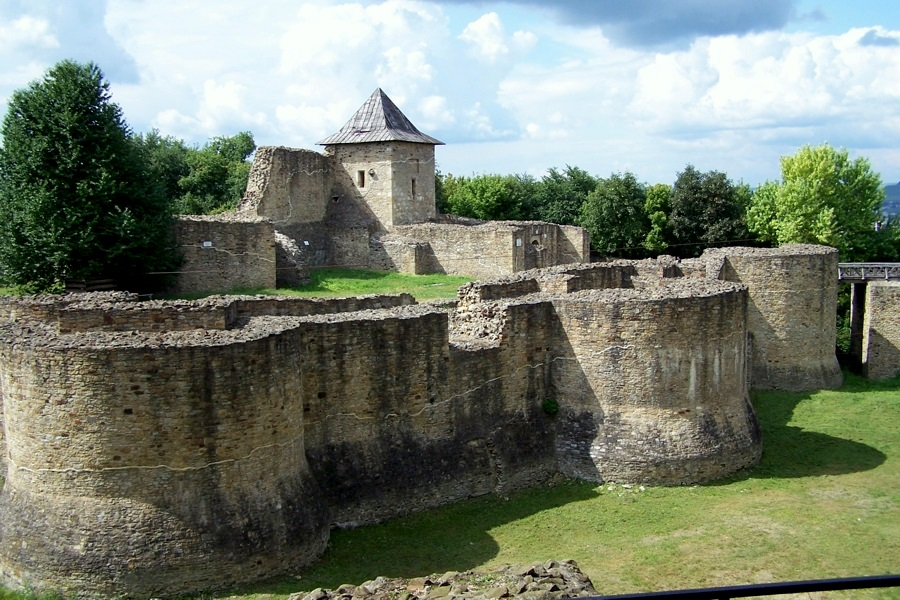
La fortezza di Suceava, assediata invano dai polacchi nel 1497.

Nel corso del 1496, Giovanni Alberto era faticosamente riuscito a raccogliere un'armata di 80 000 polacchi per la sua crociata anti-turca ma nel 1497 si vide costretto ad impegnare quelle truppe contro Ştefan, che aveva invaso la Galizia controllata dai polacchi.
Partito da Kam"janec'-Podil's'kyj, l'esercito polacco entrò in territorio moldavo presso Hotin. Invece di assediare la fortezza di Hotin, nodo nevralgico per il controllo della Moldavia settentrionale, Giovanni Alberto risolse di attaccare direttamente la capitale di Ştefan, Suceava. La mossa fu fatale: Ştefan era ben noto per la sua predilezione per la tattica della terra bruciata, spesse volte utilizzata contro ungheresi e turchi; inoltre Giovanni Alberto non curò di rinforzare la linea dei collegamenti con il regno polacco.
Cinta d'assedio il 26 settembre, Suceava resse ai bombardamenti polacchi. Giovanni Alberto si convinse a levare l'assedio il 16 ottobre. Dopo una breve serie di negoziati, i polacchi lasciarono Suceava (19 ottobre): Ştefan aveva loro garantito un salvacondotto verso la Polonia a patto che ripercorressero esattamente la medesima strada (il tragitto tra Chotyn e Kam"janec'), onde evitare nuove devastazioni sul territorio moldavo.
Giovanni Alberto decise invece di tornare in Polonia passando attraverso la Bucovina, in direzione di Sniatyn, proprio perché sapeva che nelle terre tra lui ed Hotin non avrebbe trovato di che rifornire il suo esercito. Ştefan rispose alla violazione dell'accordo attaccando i polacchi il 26 ottobre, mentre erano imbottigliati nella strettoia della Foresta di Cosmin. La Battaglia della Foresta di Cosmin si protrasse per tre giorni, alla fine dei quali, raggiunto lo spazio aperto, i polacchi riuscirono a ritirarsi in buon ordine oltre il Prut, guadandolo presso Cernǎuţi. Un contingente polacco di rinforzo venne distrutto a Lenţeşti il 29 ottobre.

## Conseguenze
Scampato al massacro di Cosmin, Giovanni Alberto divenne un pericoloso avversario per Ştefan che risolse di allearsi al sultano ottomano Bayezid II contro la Polonia. Il crescere dell'ingerenza ottomana in Moldavia, causata dalla minaccia polacca nei confronti del principato danubiano, trasformò, nel corso del XVI secolo, la Moldavia nel principale campo di battaglia per le contese tra la Sublime Porta e la Confederazione Polacco-Lituana creata dagli Jagelloni.